# Lagenantha
Lagenantha es un género de plantas fanerógamas con dos especies pertenecientes a la familia Amaranthaceae.

## Taxonomía
El género fue descrito por Emilio Chiovenda y publicado en Flora Somala 1: 292. 1929. La especie tipo es: Lagenantha nogalensis 

## Especies
| - Lagenantha cycloptera - Lagenantha nogalensis |